# Janet (Alberta)
Janet est un hameau (hamlet) du Comté de Rocky View, situé dans la province canadienne d'Alberta.